# Bộ Cơ
Bộ Ky (tiếng Trung: 步璣; bính âm: Bu Ji; ? – 272), hay Bộ Cơ, không rõ tên tự, là tướng lĩnh Đông Ngô thời Tam Quốc trong lịch sử Trung Quốc.

## Cuộc đời
Bộ Cơ quê ở huyện Hoài Âm, quận Hạ Bi, vốn thuộc quận Lâm Hoài, Từ Châu, là con trai trưởng của Bộ Hiệp, cháu đích tôn của đại thần Bộ Chất.
Khoảng giữa năm 265–272, Bộ Hiệp qua đời, Bộ Cơ tập tước Lâm Tương hầu. Quân đội của nhà họ Bộ cùng chức vụ Tây Lăng đốc do chú của Cơ là Bộ Xiển nắm giữ.
Năm 272, Tôn Hạo trưng Bộ Xiển làm Nhiễu Trướng đốc. Khi ấy Tôn Hạo độc đoán, thường sát hại các đại thần. Nhà họ Bộ từ Bộ Chất đã đóng giữ Tây Lăng. Bộ Xiển lo lắng đây là mưu đồ của Tôn Hạo, lấy cớ thuyên chuyển để Xiển rời khỏi Tây Lăng, sau đó vu tội để làm hại.
Bộ Xiển lấy Tây Lăng hàng Tây Tấn, phái em trai của Bộ Cơ là Bộ Tuyền đến Lạc Dương làm con tin. Tư Mã Viêm phong Bộ Cơ làm giám Giang Lăng chư quân sự, Tả tướng quân, gia phong Tán kỵ thường thị, lĩnh thái thú Lư Lăng, tước Giang Lăng hầu.
Cùng năm, Tôn Hạo phái Lục Kháng đánh Tây Lăng, quân Tấn không thể cứu viện. Thành phá, cả nhà họ Bộ, gồm cả Bộ Cơ, đều bị giết.

## Trong văn hóa
Bộ Cơ không xuất hiện trong tiểu thuyết Tam quốc diễn nghĩa của La Quán Trung.